# ZIS-151

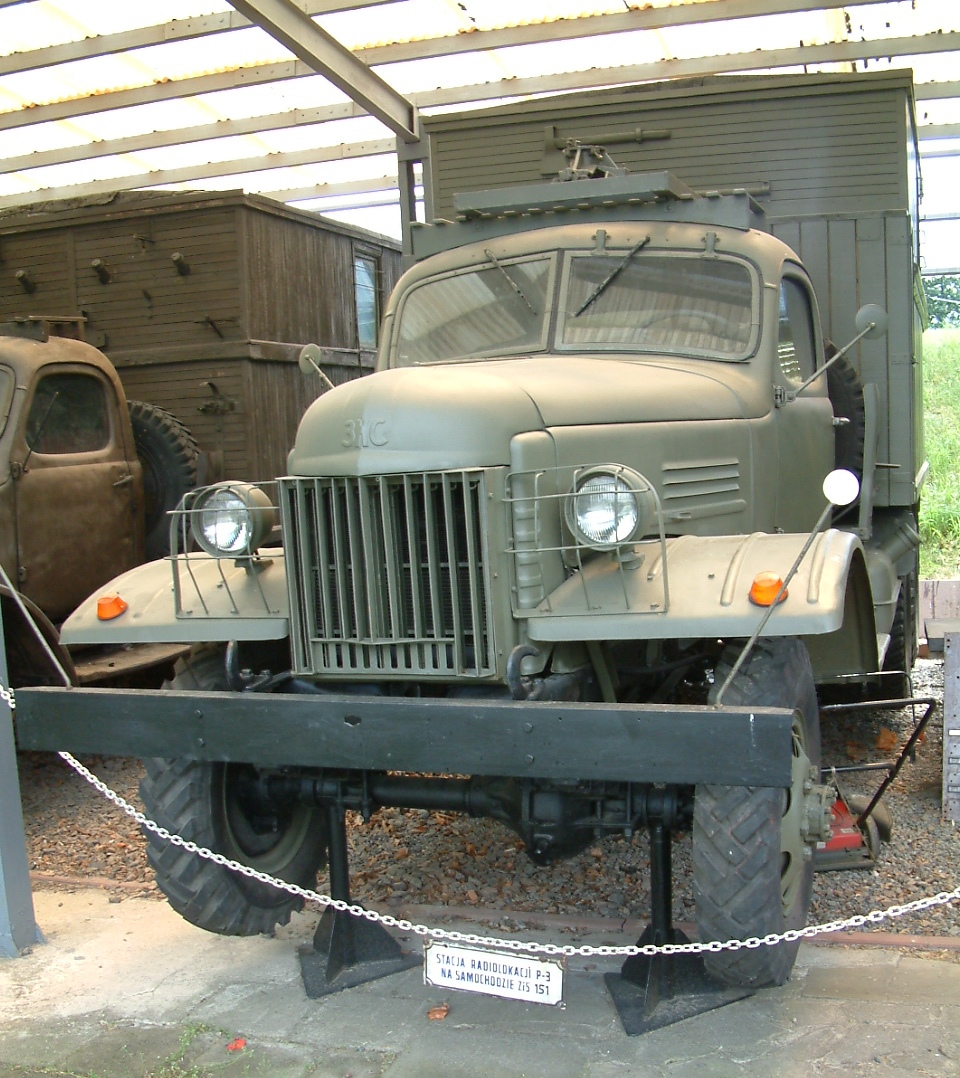
ZIS-151

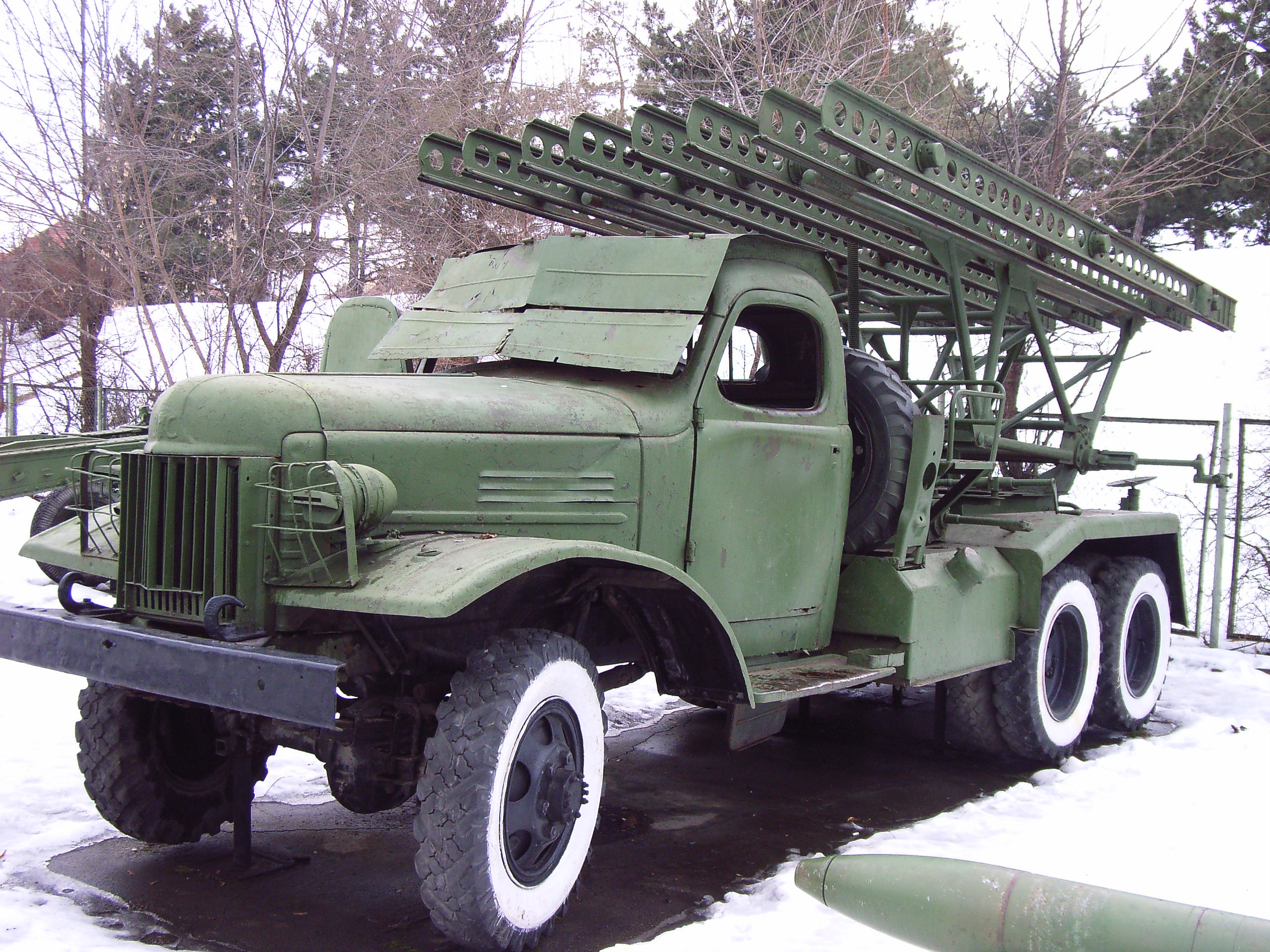
Lançador de foguetes múltiplos BM-13-16 baseado no ZIS-151

O ZIS-151 (em russo:  ЗИС-151) foi um caminhão de uso geral produzido pela montadora soviética Fábrica Automotiva Nº 2 Zavod imeni Stalina em 1948–1958. Em 1956, a fábrica foi renomeada para Zavod imeni Likhacheva, e os novos caminhões foram chamados de ZIL-151 (ЗИЛ-151).
O ZIS-151 foi o primeiro grande caminhão militar soviético com tração nas quatro rodas construído após a Segunda Guerra Mundial, substituindo o importado Studebaker US6 dos EUA e o antigo ZIS-6 soviético. No início de 1948, as cabines eram feitas de madeira, logo substituídas por uma cabine de aço. Dezenas de milhares foram produzidas, incluindo versões especializadas para transportar diferentes tipos de carga. Os soviéticos também acharam os caminhões uma plataforma ideal para os lançadores de foguetes BM-13 Katyusha.
Os desenvolvimentos mais famosos do ZIS-151 foram o veículo blindado de transporte de pessoal BTR-152 e o veículo anfíbio BAV 485. Devido à desestalinização, o ZIS-151 foi renomeado em 1956 para ZIL-151.
Em 1958, um modelo melhorado, o ZIL-157, foi introduzido e substituiu o ZIS-151. Ele diferia externamente por sua grade e por ter pneus traseiros simples, em vez dos pneus duplos do ZIL-151.
Em 1956, os chineses começaram a construir o ZIS-151 sob licença como Jiefang CA-30 na First Automobile Works, com um pouco mais de potência e para-lamas dianteiros angulares. O CA-30 de pneu único melhorado, introduzido em 1958, permaneceu em produção até 1986.

## Motor e transmissão
O motor ZIS-151, um motor a gasolina de 6 cilindros em linha com cabeçote em L de 5,55 L, desenvolvendo 92 cv a 2600 rpm.
A transmissão era de 5 marchas com 4ª marcha direta e overdrive na 5ª. A caixa de transferência tinha faixas alta e baixa e engatava seletivamente o eixo dianteiro. Os eixos dianteiro e traseiro eram do tipo bipartido.

## Chassis
O chassi era 6×6, com três eixos de viga viva, adaptado e reforçado para as condições da URSS. Ele tinha uma estrutura de escada reforçada com três eixos de viga viva, a frente em molas de lâmina semielípticas, o tandem traseiro em molas de lâmina elípticas com braços de localização.
A distância entre eixos era de 4.225 mm para o centro do bogey traseiro e 4.785 mm para o centro do eixo traseiro.
Os pneus do ZIS-151 têm uma seção transversal maior, 21 cm × 51 cm, em comparação com os 19 cm × 51 cm do US6. Ambos tinham pneus traseiros duplos. Os pneus mais largos distribuem a carga por uma área maior. Isso permite que o caminhão seja operado em superfícies mais macias.
O ZIL-157 tem pneus traseiros simples muito mais largos, de 30 cm × 46 cm. Para aumentar ainda mais a pegada, um sistema de inflação centralizado permite que a pressão do pneu seja reduzida da cabine para superfícies macias e, em seguida, reinflada para uso em estrada.
Os eixos de transmissão foram dispostos como o US6, mas como uma imagem espelhada, o diferencial do eixo dianteiro foi deslocado para a esquerda, enquanto os caminhões americanos foram deslocados para a direita. Freios a ar foram usados, no ZIL-157 o sistema de ar também forneceu o sistema de inflação centralizado.

## Especificações
- Caminhão 6×6 de 4.500 kg baseado no ZIS-150
- Motor: ZIS-121 6 cilindros, 92 cv a 2.600 rpm, 5.555 L
- Diâmetro/curso: 101,6 mm × 114,3 mm
- Taxa de compressão: 6.0
- Embreagem: placa dupla seca
- Caixa de velocidades: 5×2 velocidades
- Comprimento: 6,93 m
- Largura: 2,32 m
- Altura: 2,31 m
- Distância entre eixos: 4.225 mm, folga do eixo traseiro: 260 mm
- Bitola dianteira: 1.590 mm
- Bitola traseira: 1.720 mm
- Raio de giro na roda externa dianteira: 11,2 m
- Peso (sem carga): 5.580 kg
- Velocidade máxima (carregada, rodovia): 60 km/h
- Pneus: 21 cm × 51 cm
- Capacidade do tanque de combustível: 2× 150 L
- Consumo de combustível: 2,3 km/L

## Variantes
- ZIS-151: Versão original de produção. Produzido entre 1947-1958.
  - ZIS-151D: Como ZIS-151 exceto com equipamento elétrico blindado. Produzido entre 1955-1958.
  - ZIS-151E: Versão de exportação do ZIS-151. Produzido entre 1949-1958.
  - ZIS-151P: Versão chassi-cabine (para caminhão de bombeiros PMZM-3). Produzido entre 1951-1956.
  - ZIS-151U: Versão de exportação do ZIS-151 para climas tropicais. Produzido entre 1956-1958.
- ZIS-121B: Versão caminhão-trator. Produzido entre 1954-1958.
- ZIS-121D: Como ZIS-121B, exceto movido por um motor ZIS-121D. Produzido entre 1955-1958.
- ZIS-151A (ZIS-121G): Protótipo de versão modernizada do ZIS-151. Produzido em 1953; entrou em produção como ZIL-157.
- ZIS-151B: Versão protótipo com rodas traseiras simples e novo quadro desenhado pela NAMI. Produzido em 1955.
- ZIS-151G (ZIL-E157): Protótipo para ZIL-157.
- ZIS-151V (ZIL-157A): Protótipo de versão modernizada do ZIS-151. Produzido em 1955.
- ZIS-121V: Protótipo para BTR-152.
- ZIS-153: Versão protótipo de semilagarta. Produzido em 1952.
- BTR-152: Veículo blindado de transporte de pessoal.
- BAV 485: Versão militar anfíbia.

## Operadores
- Coreia do Norte[4]